# Sacciolepis ciliocincta
Sacciolepis ciliocincta är en gräsart som först beskrevs av Pilg., och fick sitt nu gällande namn av Otto Stapf. Sacciolepis ciliocincta ingår i släktet Sacciolepis och familjen gräs. Inga underarter finns listade i Catalogue of Life.